# Kooraste Pikkjärv
Kooraste Pikkjärv (est. Pikkjärv (Kooraste Pikkjärv)) – jezioro w Estonii, w prowincji Põlvamaa, w gminie Kanepi. Położone jest na zachód od wsi Kooraste. Ma powierzchnię 9,9 ha, linię brzegową o długości 1824 m, długość 715 m i szerokość 150 m. Otoczone jest lasem. Należy do pojezierza Kooraste (est. Kooraste järved). Sąsiaduje z jeziorami Vaaba, Lubjaahju, Liinu, Aalupi. Przepływa przez nie rzeka Pühäjõgi.